# 1376 Michelle
1376 Michelle este un asteroid din centura principală, descoperit pe 29 octombrie 1935, de Guy Reiss.